# Tyson Ritter

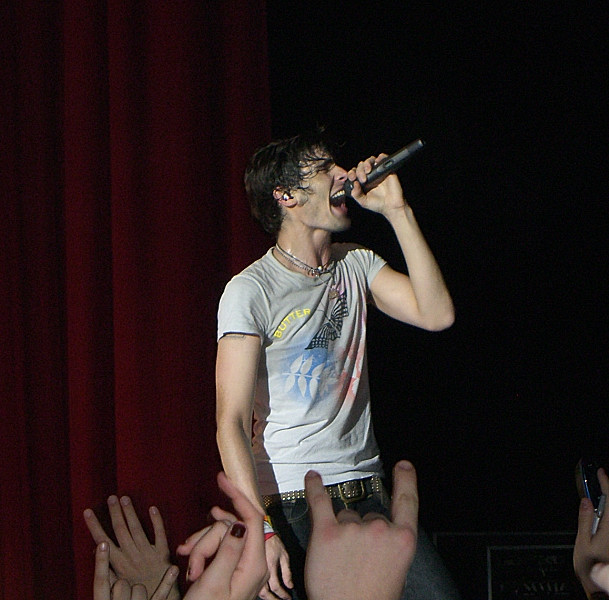
Tyson při koncertě kapely The All-American Rejects

Tyson Jay Ritter (* 24. dubna 1984 Stillwater, Oklahoma) je americký zpěvák, baskytarista, klávesák a hudební skladatel skupiny The All-American Rejects. Kromě toho je herec a model. Jako herec se objevil v roli Dane v Amazon videu Betas a také několikrát na kanále NBC v seriálu Parenthood v roli rockové hvězdy Olivera Roma. Menší role hrál také ve filmech jako The House Bunny nebo Love and Mercy.

## Mládí
Narodil se a vyrůstal ve městě Stillwater v Oklahomě. Jeho matka Tracey Rains je zaměstnancem ve veřejné škole ve Stillwateru. Má staršího bratra Zacka, který je zubařem a mladší sestru Bailey. Vystudoval střední školu ve Stillwateru.

## Kariéra
Své budoucí spoluhráče ve skupině The All-American Rejects poznal na středoškolské párty. Po odchodu Jesse Tabishe ze skupiny a příchodu nových členů Mikea Kennertyho a Chrise Gaylora se skupiny ujala nahrávací společnost Doghouse Records. Později přešli k DreamWorks Records a následně k Interscope Records. Skupina prodala přes 10 milionů alb a 4 miliony singlů.
Jako herec se objevil v televizních seriálech Dr. House nebo Parenthood. Další roli získal v dramatu Love and Mercy, kde hrál hlavní postavu Johna Cusaka.